# Paul Gordon
Paul Curtis Gordon jr. (Baltimora, 8 aprile 1927 – Saddle River, 2 novembre 2002) è stato un cestista statunitense, professionista nella NBA.

## Carriera
Dopo aver frequentato la University of Notre Dame, venne selezionato al terzo giro del Draft BAA 1949 dai Baltimore Bullets, come 31ª scelta assoluta. Giocò una stagione con i Bullets, disputando 4 partite.